# Leopard 1
Leopard 1 (lub Leopard) – niemiecki typ czołgu podstawowego drugiej generacji, opracowany w latach 60. XX wieku dla Bundeswehry jako następca amerykańskich czołgów Patton. Czołgi weszły do służby w roku 1965.
Ze względu na udaną konstrukcję został zakupiony i przyjęty na wyposażenie wielu armii na świecie. Ponadto czołgi poddano wielu modernizacjom, dzięki czemu pozostaje w niektórych państwach w służbie do dziś.

## Historia
W roku 1955 została utworzona Bundeswehra, a wyposażeniem jej wojsk pancernych stały się amerykańskie czołgi podstawowe pierwszej generacji M47 i M48 Patton. W 23 listopada 1956 roku dowództwo niemieckiej armii ogłosiło ogólne założenia czołgu nowej generacji, który miał zastąpić dotąd używane pojazdy. Wymagania szczegółowo sprecyzowano w roku kolejnym. Określone założenia były następujące:
- masa – do 30 t
- stosunek masy do mocy – do 30 KM/t
- zasięg – przynajmniej 350 km
- szerokość – do 3150 mm
- uzbrojenie – armata kal. 105 mm
- pancerz – odporność na przebicie pociskiem kal. 20 mm na wszystkich dystansach.

W czerwcu 1957 roku podpisano porozumienie o wspólnej budowie „czołgu nowej generacji” pomiędzy rządem RFN i Francji. Przewidywano budowę jednego prototypu francuskiego oznaczonego jako AMX-30 i czterech niemieckich. Do projektu w roku 1958 dołączyły także Włochy. Niemcy utworzyły dwa zespoły A i B odpowiedzialne za opracowanie prototypów. W zespole A znajdowały się firmy: Porsche, MaK, Luther & Jung, natomiast w zespole B – Ruhrstahl oraz Rheinstahl-Hanomag & Hensel. Za wykonanie wieży odpowiedzialne były zakłady Rheinmetall oraz Wegmann & Co. Pierwsze makiety drewniane były gotowe w roku 1959, a prototypy zostały zaprezentowane w roku 1961. Prace nad prototypem B2 opracowanym przez grupę B przerwano w roku 1962 z powodów finansowych, pracę kontynuowano natomiast nad prototypem grupy A.
Pierwsze testy polowe prototypu A2 przeprowadzono jesienią 1962 roku, a w okresie od 16 września do 5 października na poligonach we Francji przeprowadzono próby porównawcze pomiędzy niemieckim prototypem A2 oraz francuskim AMX-30. Czołg niemiecki znacznie przewyższał francuski. Pomimo wyższej masy posiadał większe przyspieszenie oraz prędkość maksymalną. W roku 1965 Francja oficjalnie zrezygnowała ze współpracy z RFN i oba projekty rozwijane były osobno.
Dalsze testy polowe czołgu A2 trwały do marca 1963 roku, a latem tego samego roku zamówiono próbną serię 50 czołgów. 1 października 1963 roku czołgowi A2 nadano nazwę Leopard. W kolejnych latach czołg poddano kolejnym testom, eliminując usterki. Ogólnie w wyniku testów wprowadzono 170 modyfikacji i w roku 1965 podjęto produkcję seryjną.
Głównym producentem czołgów Leopard zostały zakłady Krauss-Maffei AG (od 1999 Krauss-Maffei Wegmann AG). Pierwszy seryjny czołg opuścił fabrykę 9 września 1965 roku. Czołgi z pierwszych czterech serii produkcyjnych różniły się od siebie bardzo niewiele i oznaczano je wszystkie jako Leopard. Po zakończeniu czwartej serii produkcyjnej wyprodukowane czołgi poddano modernizacji i oznaczono jako Leopard A1. Kolejne modernizacje oznaczano jako A2, A3, A4 i A5.
Czołg Leopard 1 znalazł się nie tylko na wyposażeniu Niemiec, ale trafił do wielu państw na świecie. Niektóre z wyeksportowanych czołgów dostosowano do potrzeb odbiorców tworząc kolejne warianty.
Po wprowadzeniu na wyposażenie Armii Radzieckiej czołgów T-62 rozpoczęto w Niemczech i USA prace nad czołgiem nowej generacji, który przewyższałby możliwościami czołgi radzieckie. Wynikiem tych prac jest czołg Leopard 2, następca czołgu Leopard 1.

## Konstrukcja czołgu Leopard 1

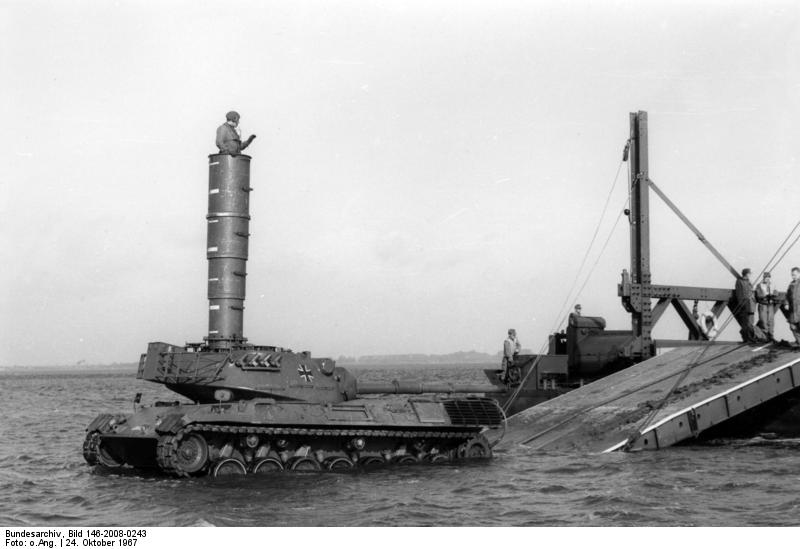
Testy pokonywania przeszkody wodnej „po dnie”. Doskonale widoczna rura doprowadzająca powietrze, rok 1965.

Leopard 1 jest czołgiem zbudowanym w układzie klasycznym z obrotową wieżą. Kadłub wykonano ze spawanych płyt pancernych i podzielono na trzy podstawowe przedziały: z przodu przedział kierowania, w części środkowej przedział bojowy, a w tylnej przedział silnikowy. Kierowca siedział z prawej strony i dysponował trzema peryskopami obserwacyjnymi w tym jeden z nich przystosowany był do mocowania urządzenia noktowizyjnego co umożliwiało jazdę w nocy.
Pośrodku kadłuba umieszczono odlewaną obrotową wieżę. W niej znajdowały się stanowiska celowniczego, ładowniczego oraz dowódcy czołgu. Celowniczy dysponował dwoma peryskopami, zaś dowódca aż ośmioma.
Podstawowym uzbrojeniem czołgu jest armata półautomatyczna L7 A3 kal. 105 mm z 38 bruzdami prawoskrętnymi. W pierwotnej wersji działo Leoparda nie było stabilizowane. Stabilizację wprowadzono dopiero w wariantach zmodernizowanych. Z armaty można strzelać wszelaką amunicją kal. 105 mm produkowaną w USA, Wielkiej Brytanii oraz RFN. Zapas amunicji do armaty wynosił 60 nabojów, z czego 57 umieszczonych było w kadłubie, pozostałe 3 zaś w wieży. Z armatą sprzężony był karabin maszynowy MG 3 kal. 7,62 mm. Jako broń przeciwlotnicza służył drugi karabin maszynowy MG 3, obsługiwany przez ładowniczego. Ponadto z obu strono wieży umieszczono odpalane elektrycznie wyrzutnie granatów dymnych.
Napęd czołgu stanowił silnik wysokoprężny, widlasty, 10-cylindrowy MTU MB 838 Ca-M 500 o mocy 830 KM (611 kW) przy obrotach 2200 obr./min. Połączono go ze skrzynią biegów oraz układem chłodzenia w jeden moduł o masie 4600 kg, który w warunkach polowych można wymienić w 20-30 minut. W czołgu zastosowano skrzynię biegów Zahnradfabrik ZF 4 HP 250 z czterema biegami do przodu oraz dwoma do tyłu. Do rozruchu silnika głównego w przypadku temperatury zewnętrznej poniżej 18 °C używany jest specjalny agregat rozruchowy napędzany silnikiem spalinowym o mocy 15 KM. Instalacja elektryczna zasilana jest z ośmiu akumulatorów Bosch o napięciu 12 V i pojemności 200 Ah.
Czołg posiada specjalny układ wydechowy (producent F. Boysen GmbH), w którym zastosowano rozwiązanie schładzania spalin wydechowych pojazdu. Przed wydostaniem się na zewnątrz spaliny, w specjalnych komorach mieszają się z powietrzem używanym do chłodzenia silnika i w ten sposób obniża się ich temperatura. Takie rozwiązanie powoduje zmniejszenie sylwetki termicznej czołgu.
W przedziale napędowym umieszczono automatyczny układ przeciwpożarowy wyprodukowany przez firmę Deugra GmbH. Składa się on z czterech butli ze środkiem gaśniczym. W wypadku pożaru termoczułe czujniki uruchamiają system.
Układ jezdny czołgu składał się z czternastu kół jezdnych z gumowymi bandażami. Od strony górnej gąsienica prowadzona jest przez kółka podtrzymujące. Koła napędowe umieszczono z przodu, zaś napinające z tyłu. Gąsienice składają się z 82 ogniw i wykonane są ze stali manganowej.
Na tylnej płycie kadłuba umieszczono zasobniki na narzędzia oraz telefon zewnętrzny do rozmów żołnierzy znajdujących się poza czołgiem z jego załogą.
Czołg Leopard 1 został przystosowany do pokonywania przeszkód wodnych. W tym celu kadłub został specjalistycznie uszczelniony, zastosowano specjalne zawory oraz otwierane kanały w przegrodzie pomiędzy przedziałem bojowym i napędowym, co umożliwia dostarczenie powietrza do silnika. Bez przygotowania czołg jest zdolny pokonać bród o głębokości do 2,25 m. Przy przeszkodach o większej głębokości wymagane jest zastosowanie dodatkowej rury montowanej do włazu dowódcy. Doprowadza ona powietrze do przedziału bojowego, skąd przedostaje się ono do pozostałych przedziałów. Takie rozwiązanie umożliwia pokonywanie po dnie przeszkód wodnych o głębokości do 4 m. Przygotowanie pojazdu do takiej operacji trwa około 10 minut. Rury doprowadzające powietrze ze względu na duże wymiary przewożone są specjalnie przystosowanymi, pływającymi transporterami opancerzonymi M113. Jeden taki transporter jest zdolny do przewiezienia sześciu zestawów.

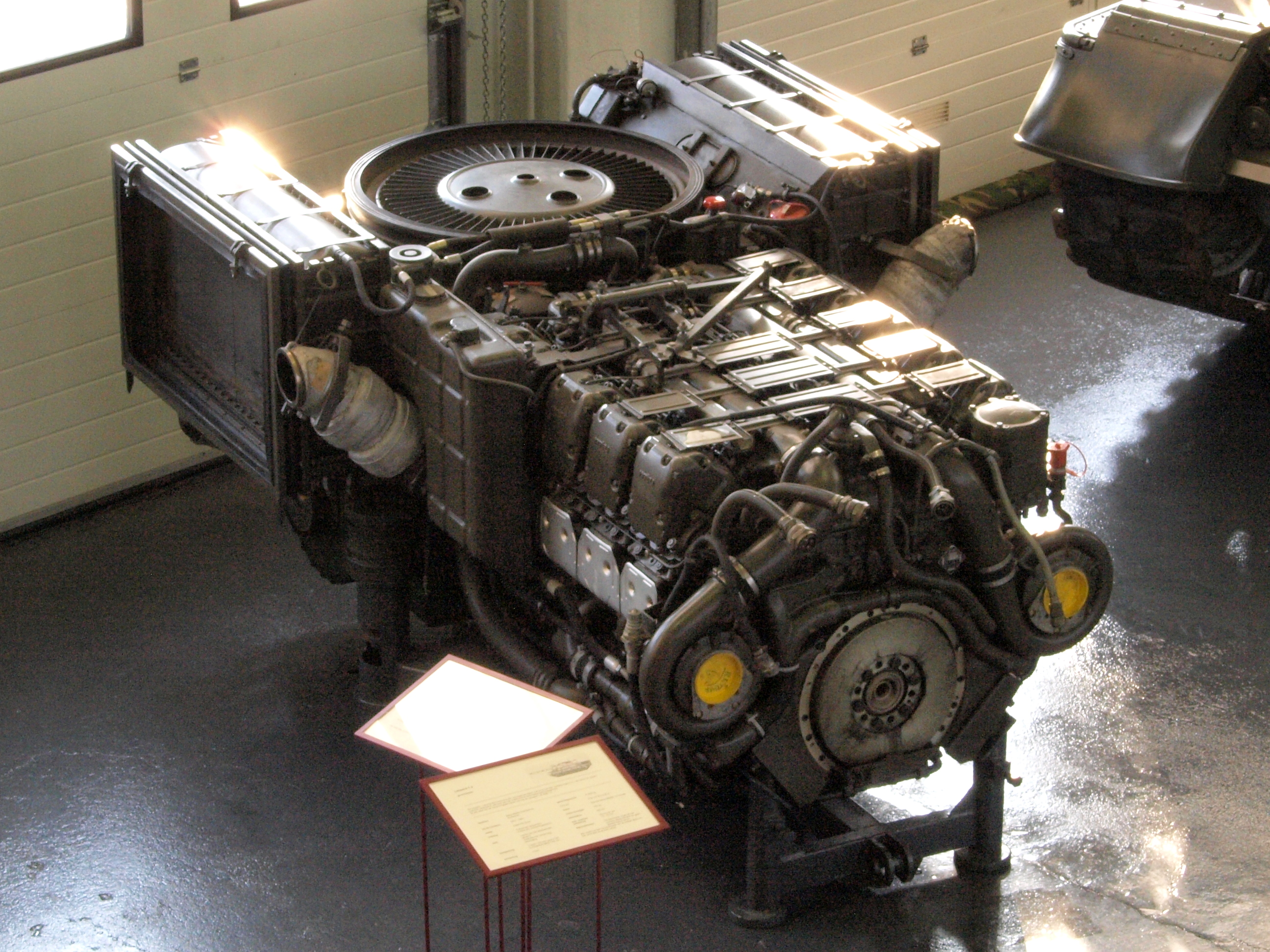
Silnik MTU MB 838 Ca-M 500
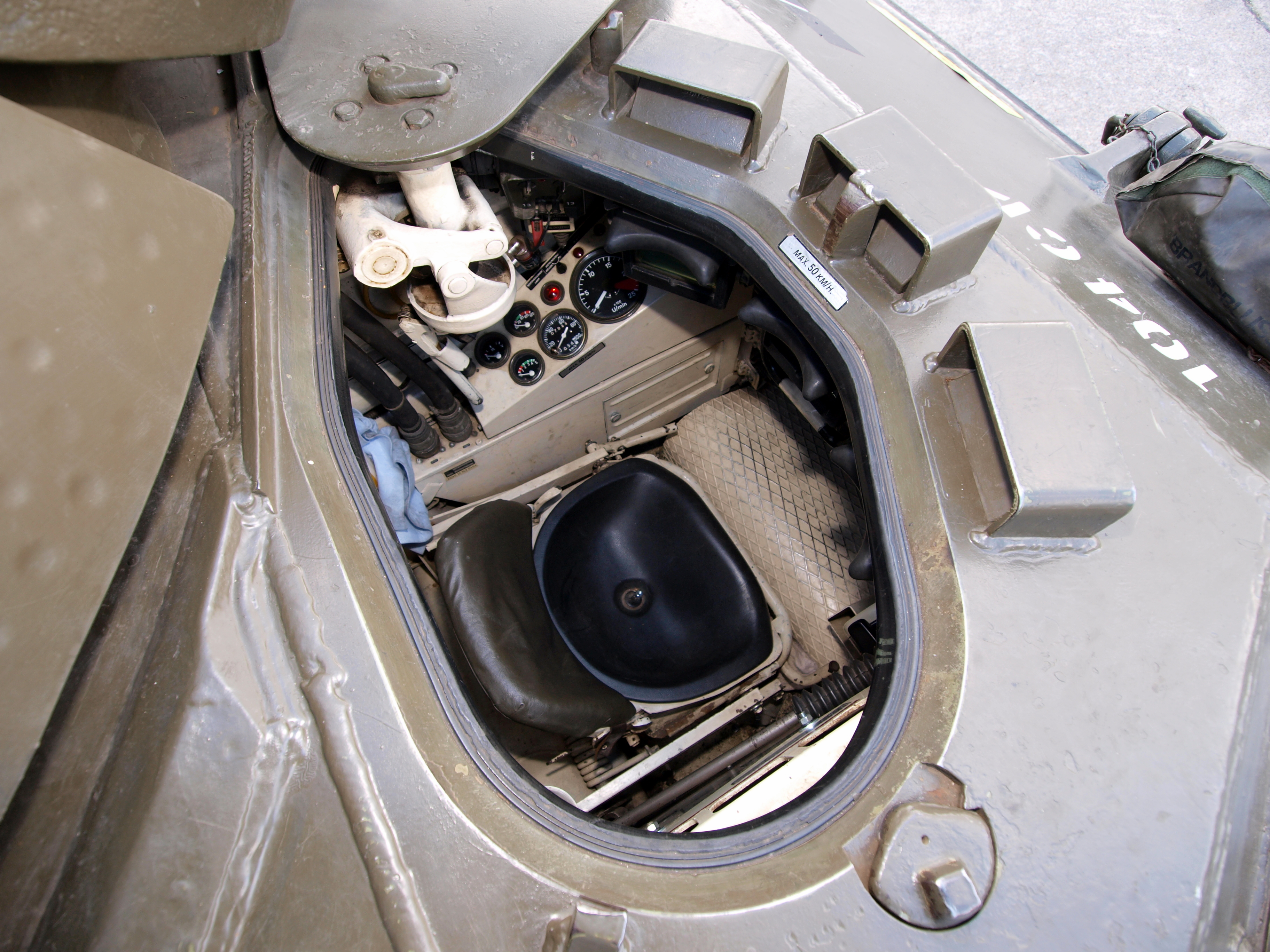
Właz kierowcy
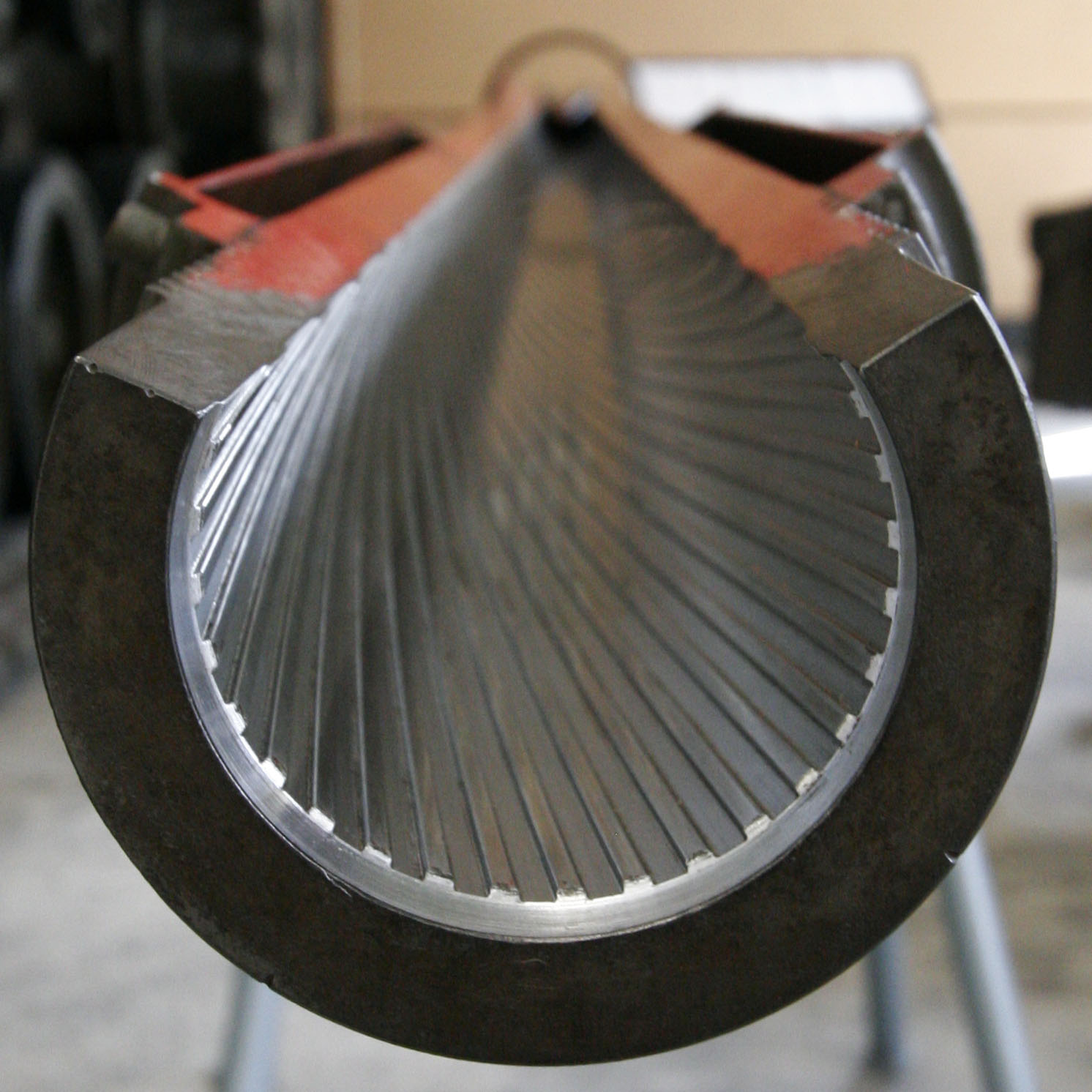
Przekrój lufy czołgu Leopard 1

## Zastosowania bojowe

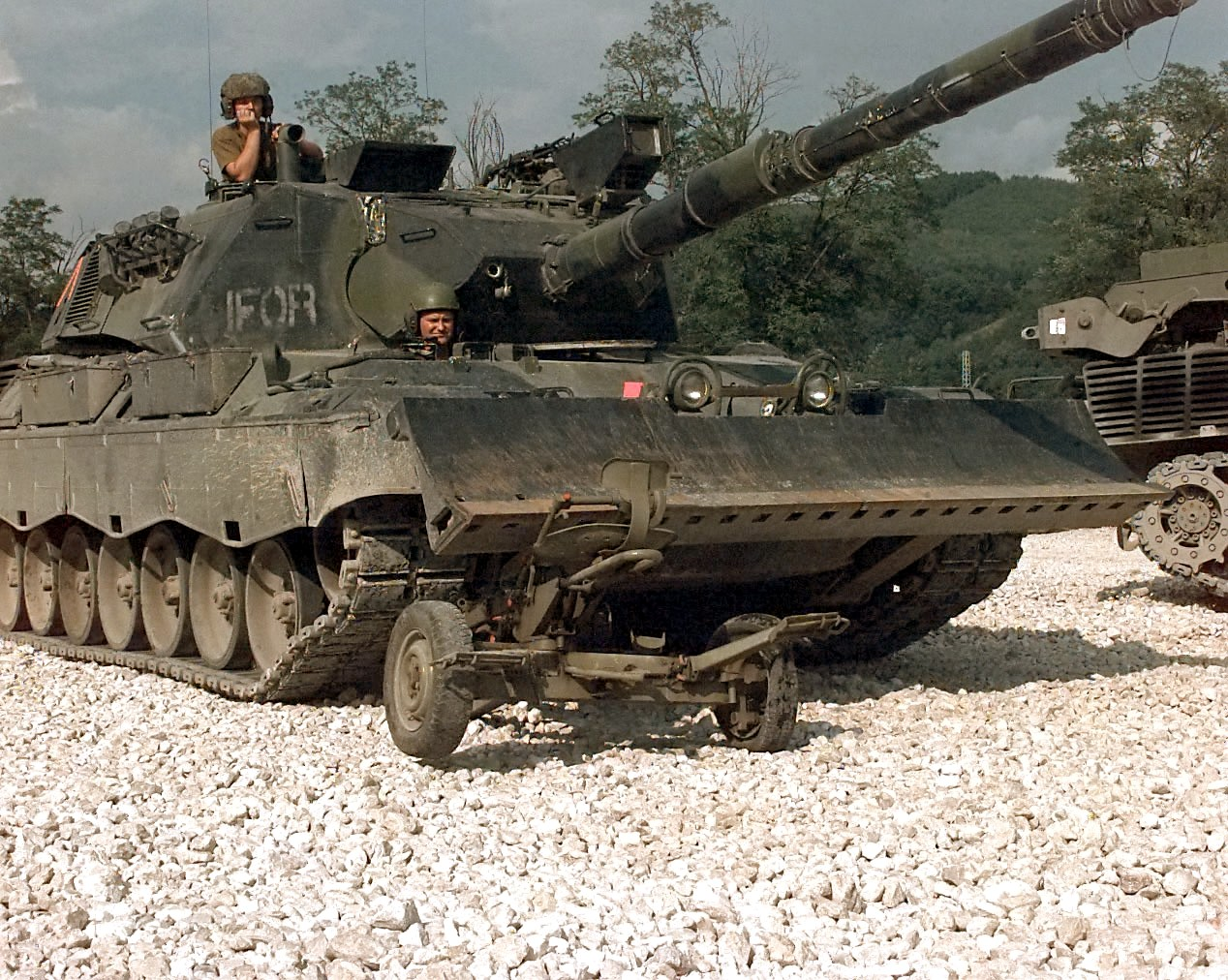
Duński czołg Leopard 1A5 stacjonujący w byłej Jugosławii w ramach IFOR. Rok 1996.

Pierwszym bojowym zastosowaniem czołgów Leopard 1 były walki w Bośni w roku 1994 pomiędzy stacjonującym tam w ramach misji UNPROFOR duńskimi żołnierzami a bośniackimi Serbami. W ramach tego kontyngentu w Bośni stacjonowało 10 duńskich czołgów Leopard 1A5.
Wieczorem 29 kwietnia 1994 roku szwedzki punkt obserwacyjny Tango 2 został zaatakowany przez serbskie wojska. Na pomoc Szwedom wysłano duński oddział złożony z kilku czołgów Leopard.
W drodze kolumna czołgów została ostrzelana, przeciwnikiem czołgów Leopard były m.in. działa przeciwpancerne oraz kilka czołgów T-55. Po trwających ok. 2 godziny walkach wojska serbskie się wycofały. W wyniku walk zginęło pomiędzy 9 a 150 serbskich żołnierzy (w zależności od źródeł). Po stronie duńskiej nikt nie zginął, lecz stracono jeden czołg.
Wydarzenia te są znane pod nazwą Operacja Bøllebank.
Kolejną operacją, w czasie której wykorzystano duńskie czołgi Leopard 1 była Operacja Amanda. 25 października 1994 roku kolumna składająca się z trzech czołgów Leopard 1 została zaatakowana przez serbskie czołgi T-55.
W roku 2006 jako wzmocnienie kanadyjskiego kontyngentu do Afganistanu wysłano 20 czołgów Leopard C2. W roku 2007 rozpoczęto zastępowanie ich nowszymi Leopard 2.
W 2023 roku, w związku z trwającą inwazją Rosji na Ukrainę, ogłoszono przekazanie Siłom Zbrojnym Ukrainy około 200 sztuk czołgów Leopard 1 przez kraje Europy zachodniej. Pierwsze egzemplarze rozpoczęły służbę na froncie  jesienią tego samego roku. W listopadzie 2023 roku potwierdzono utratę jednej maszyny, należącej do 44. Brygady Zmechanizowanej operującej w rejonie na wschód od Charkowa. Pojazd, który chwilę po oddaniu strzału w kierunku rosyjskich pozycji dostał się pod ogień rosyjskiej artylerii, został uszkodzony a załoga zmuszona była opuścić pojazd. Warto zaznaczyć, iż ze względu na słabe opancerzenie, czołgi Leopard 1 są wykorzystywane w tym konflikcie w roli samobieżnej artylerii pancernej, operującej z dala od pierwszej linii frontu a strzelającej ogniem pośrednim do celów oddalonych nawet o kilka kilometrów, nie zaś do bezpośredniego szturmowania rosyjskich pozycji obronnych, narażając tym samym czołgi na trafienie. Prowadzenie ognia pośredniego umożliwiał nowoczesny system kierowania ogniem, w ramach którego pojazdy były wyposażone w komputery balistyczne.

## Warianty i modyfikacje

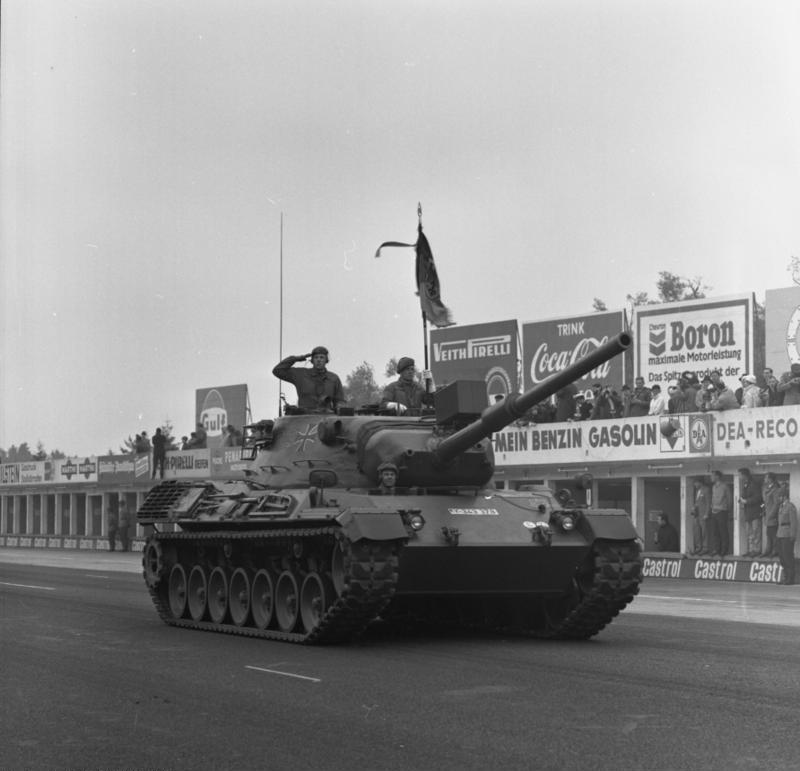
Leopard 1

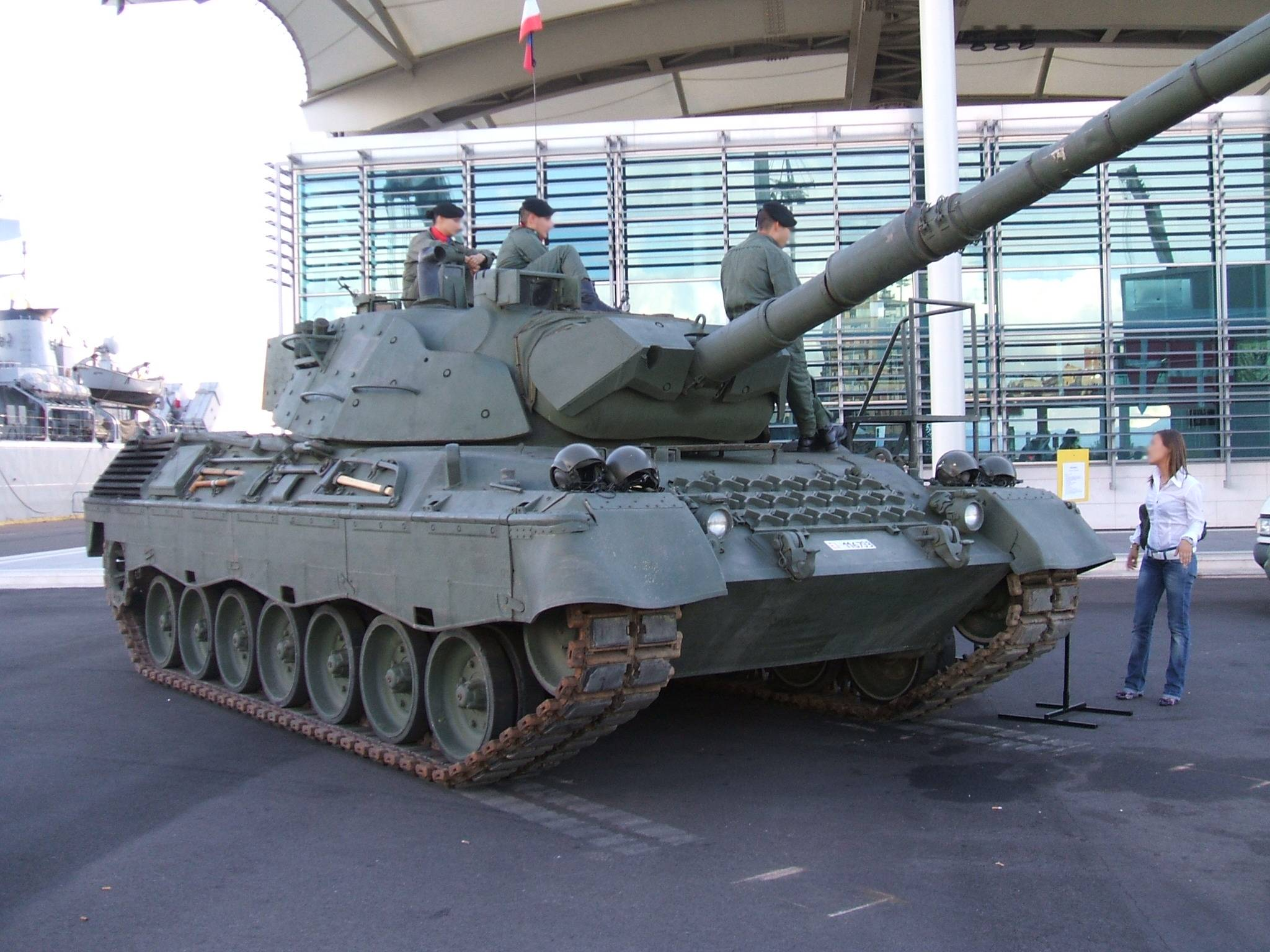
Włoski Leopard 1 A5

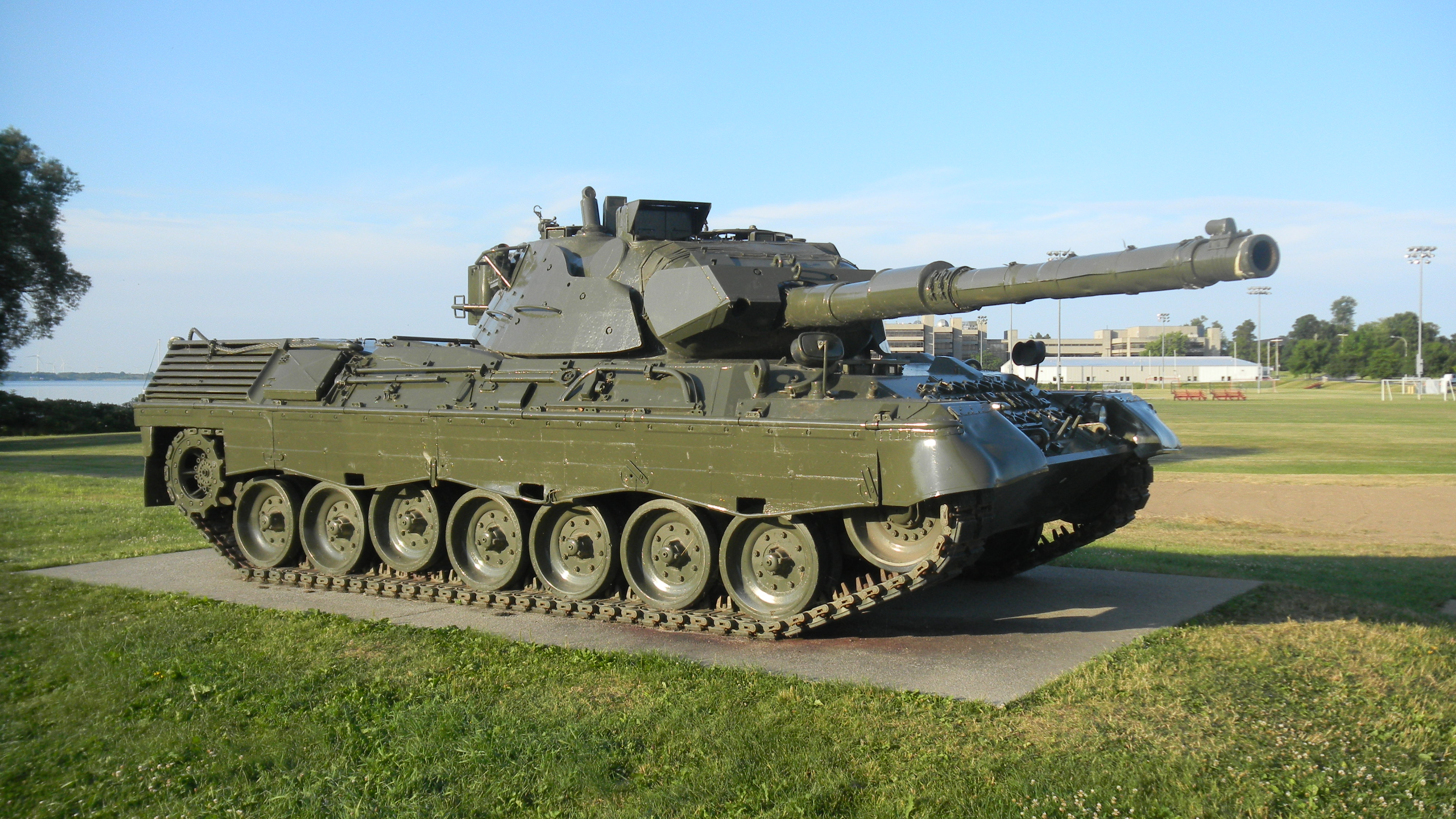
Kanadyjski Leopard C2

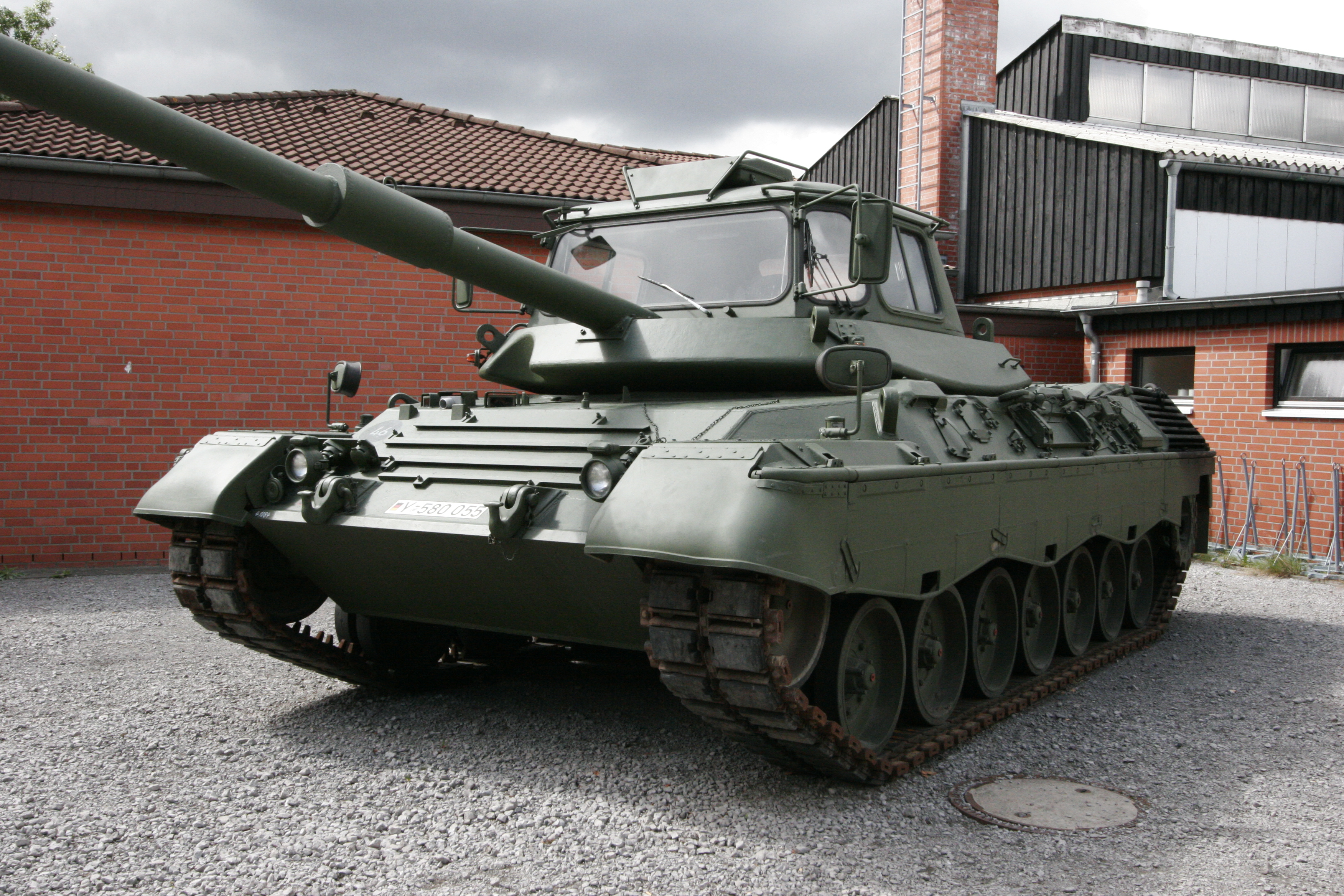
Fahrschulepanzer Leopard 1

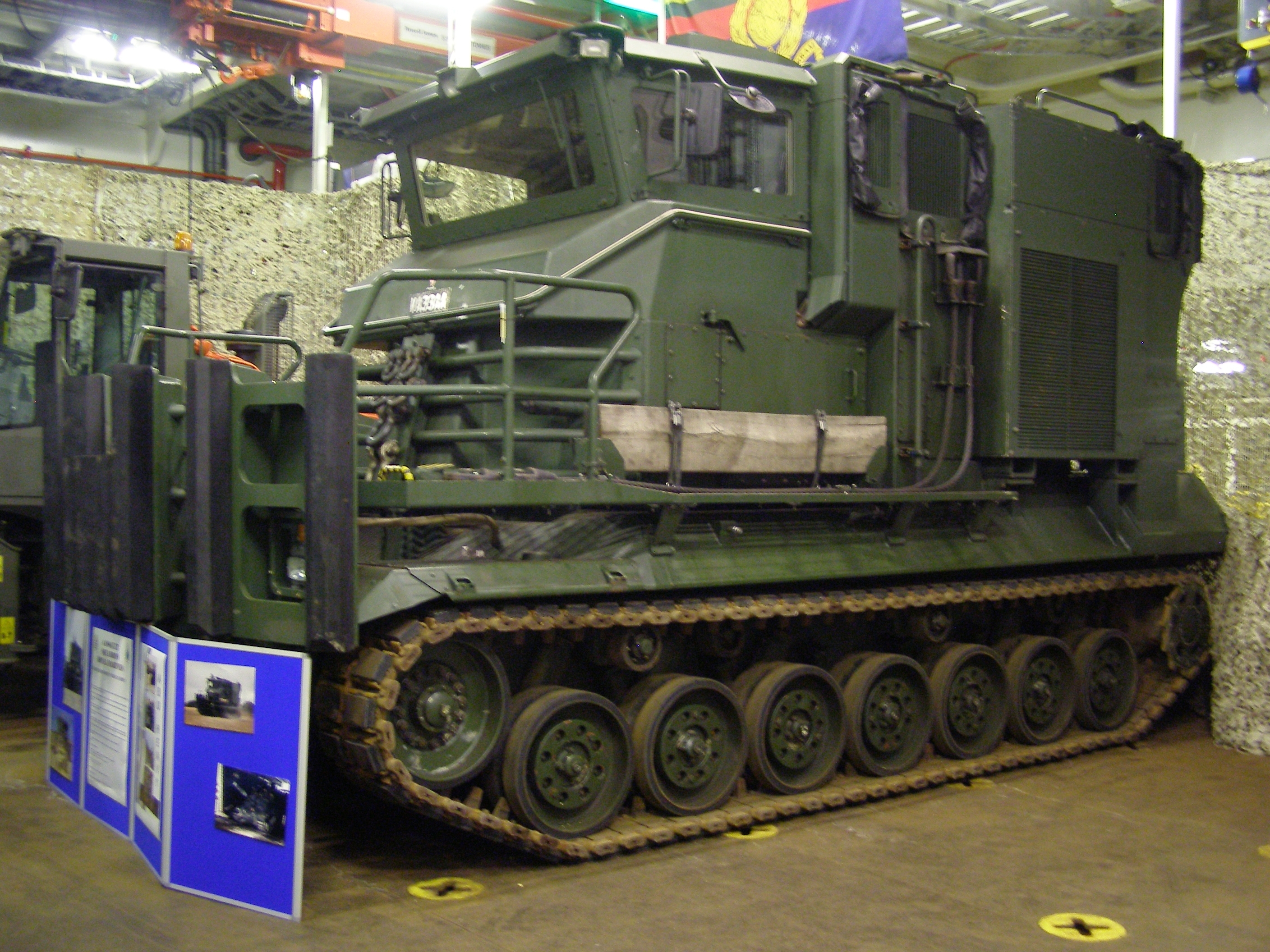
Hippo BRV

### Warianty
- Leopard 1 – oznaczenie czołgów z pierwszych czterech serii produkcyjnych produkowanych od roku 1965 do wczesnych lat 70. XX wieku[1]
- Leopard 1 A1 – pierwsza modernizacja z początku lat 70. XX wieku polegająca m.in. na montażu stabilizacji armaty firmy Cadillac-Gate oraz bocznych osłon wykonanych z płyt pancernych pokrytych gumą. Ponadto wprowadzono nowe gąsienice z wymiennymi wkładkami gumowymi[1].
- Leopard 1 A1 A1 – modernizacja czołgów Leopard 1 A1 przeprowadzona w latach 1975-77 polegająca na zastosowaniu na wieży nowego pancerza firmy Blohm und Voss[1].
- Leopard 1 A1 A2 – czołgi Leopard 1 A1 A1 wyposażone w nowy czołgowy celownik PZB 200. Modernizację przeprowadzono na początku lat 80. XX wieku[1].
- Leopard 1 A2 – czołgi z piątej serii produkcyjnej. Wprowadzono zmiany w wyposażeniu wewnętrznym: zamontowano bardziej wydajne urządzenie wspomagające pracę silnika, zmodernizowano system ochrony NBC montując nowszy typ filtra oraz zabudowano wzmacniacze światła przeznaczone dla dowódcy oraz kierowcy[1].
- Leopard 1 A2 A1 – czołgi Leopard 1 A2 wyposażone w nowy czołgowy celownik PZB 200. Modernizację przeprowadzono na początku lat 80. XX wieku[1].
- Leopard 1 A3 – czołgi z końcówki piątej serii produkcyjnej (110 sztuk) wyposażone w całkowicie nową wieżę o innym kształcie. Wieża została zespawana z walcowanych płyt stalowych (wcześniejsze wieże były odlewane)[1].
- Leopard 1 A3 A1 – czołgi Leopard 1 A3 wyposażone w nowy czołgowy celownik PZB 200. Modernizację przeprowadzono na początku lat 80. XX wieku[1].
- Leopard 1 A4 – czołgi z szóstej serii produkcyjnej (250 sztuk), których produkcję rozpoczęto w roku 1974. Wyposażone w całkowicie spawaną wieżę oraz nowy typ dalmierza wspomaganego komputerowo oraz komputerowy zintegrowany system kierowania ogniem. Zamontowano także nową automatyczną skrzynię biegów[1].
- Leopard 1 A5 – ostatnia seryjna modernizacja czołgu Leopard 1. Wprowadzano nowy system kierowania ogniem EMES, system ładujący (z czołgu Leopard 2), a w późniejszym czasie także   nowy system sterowania układem hydrauliki wieży oraz zmodernizowano system ochrony NBC. Pierwsze czołgi Leopard 1 A5 weszły do służby w roku 1987[1].
- Leopard 1 A6 – prototypowy czołg Leopard 1 z nowym działem kal. 120 mm. Pojazd nie wszedł do produkcji seryjnej z powodu wprowadzenia czołgu Leopard 2. Prace nad czołgiem Leopard 1 A6 ostatecznie zakończono w roku 1987[11].

### Modyfikacje
- Leopard 1 BE – czołgi Leopard 1 wyprodukowane dla armii belgijskiej (334 sztuk z trzeciej i czwartej serii produkcyjnej). Modyfikacja polegała na zastosowaniu belgijskiego karabinu maszynowego FN MAG kal. 7,62 mm w miejsce km MG3. Ponadto zastosowano belgijski system kierowania ogniem SABCA oraz osłonę termiczną armaty. W latach 80. i 90. XX wieku przeprowadzono modernizację czołgów Leopard 1 BE montując na nich dodatkowe opancerzenie firmy Blohm und Voss[12].
- Leopard 1 NL – czołgi Leopard 1 przeznaczone dla armii Holandii (468 sztuk), dostarczone w latach 1969-72. Wyposażone w osprzęt produkcji holenderskiej, urządzenia radiowe z USA oraz  specjalne wyposażenie optyczne dostosowane do angielskiej amunicji typu L 52 APDS. Zamiast km MG3 zastosowano FN MAG[12].
- Leopard 1 V – modernizacja holenderskich czołgów Leopard 1 NL polegająca na zamontowaniu dodatkowego opancerzenia, nowego typu centrali kierowania ogniem oraz zamocowaniu osłony termicznej armaty[12].
- Leopard 1 AS – czołgi Leopard 1 przeznaczone dla armii australijskiej (dostarczone w latach 1976-78). Model AS zbliżony jest do niemieckiego modelu A3. Ponadto Leopard 1 AS wyposażony jest w belgijski system kierowania ogniem SABCA, a także posiada specjalistyczne wyposażenie tropikalne[12].
- Leopard 1 C – czołgi Leopard 1 wprowadzone do armii kanadyjskiej w latach 70. XX wieku. Model C zbliżony jest do niemieckiego modelu A3. Modyfikacja polega na wyposażeniu pojazdu w belgijski system kierowania ogniem SABCA oraz celownik PZB 200[12].
- Leopard C2 – kanadyjska modyfikacja czołgu Leopard 1 C z 2000 roku. Modernizacja  polegała m.in. na wzmocnieniu opancerzenia, a także zastosowaniu nowej wieży od czołgu  Leopard 1A5[13].
- Leopard 1 T1 – modyfikacja przygotowana dla Turcji w latach 80. XX wieku. Czołgi T1 zostały wyposażone w niemiecki system kierowania ogniem AFS, dzięki czemu w wieży wygospodarowano więcej wolnego miejsca na amunicję do działa[2].

### Inne pojazdy na bazie czołgu Leopard
- Fahrschulpanzer Leopard 1 – przebudowany czołg Leopard 1 przeznaczony do nauki jazdy. Na ten pojazd w latach 1978-79 przerobiono 60 czołgów seryjnych służących w Bundeswehrze. Przebudowa polega na zastosowaniu nowej, specjalnej wieży z dużymi oknami oraz makietą uzbrojenia. W czołgu szkolnym znajdowało się trzech uczniów (dwóch w wieży, a jeden na stanowisku kierowcy) oraz instruktor, mający dostęp do kompletu urządzeń sterujących czołgiem[1].
- Versuchsträger VT-1 – prototypowy czołg bezwieżowy uzbrojony w dwa działa kal. 105 mm z automatycznym ładowaniem oparty na konstrukcji Leoparda 1[14].
- Bergepanzer 2 – wóz pogotowia technicznego oparty na Leopardzie 1[14].
- Pionierpanzer 1 – wóz przystosowany do zadań saperskich. Oficjalnie oznaczany jako  Bergepanzer 2 A1[14].
- Biber – most czołgowy wykorzystujący podwozie czołgu Leopard 1[14].
- Gepard – samobieżne działo przeciwlotnicze zbudowane na podwoziu czołgu Leopard 1[14].
- Hippo BRV – brytyjski wóz zabezpieczenia technicznego, używany jako pojazd asystujący jednostkom desantowym na plażach. Konstrukcja powstała na początku XXI wieku, a bazuje ona na Leopardzie 1A5. Podobną konstrukcją dysponuje holenderska piechota morska[15][16].

## Użytkownicy

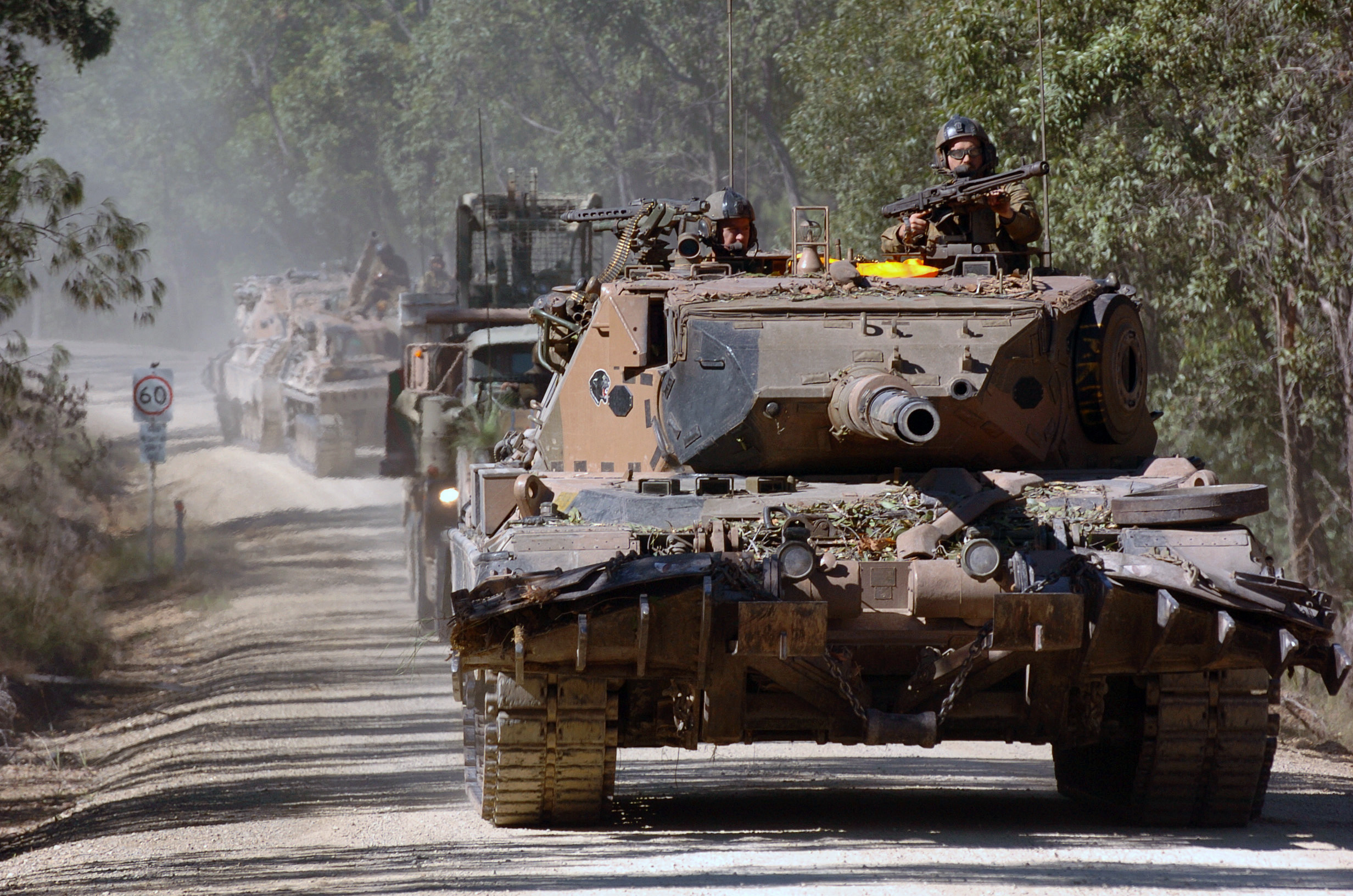
Leopard 1 AS

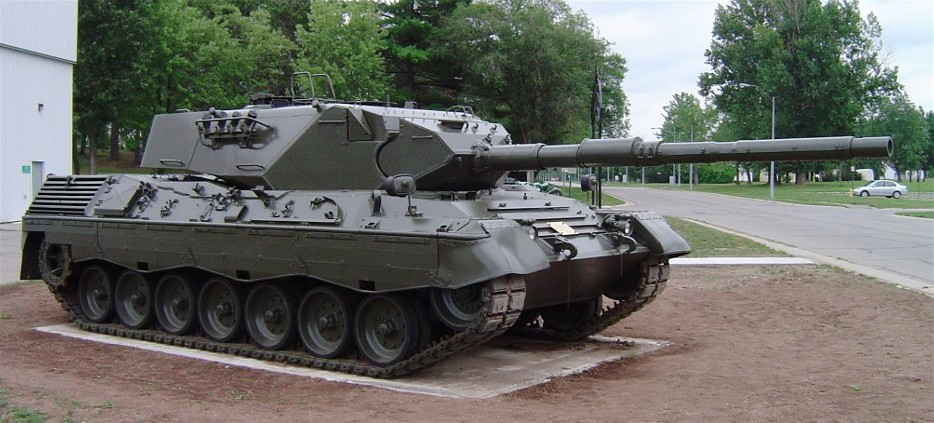
Kanadyjski Leopard 1 C

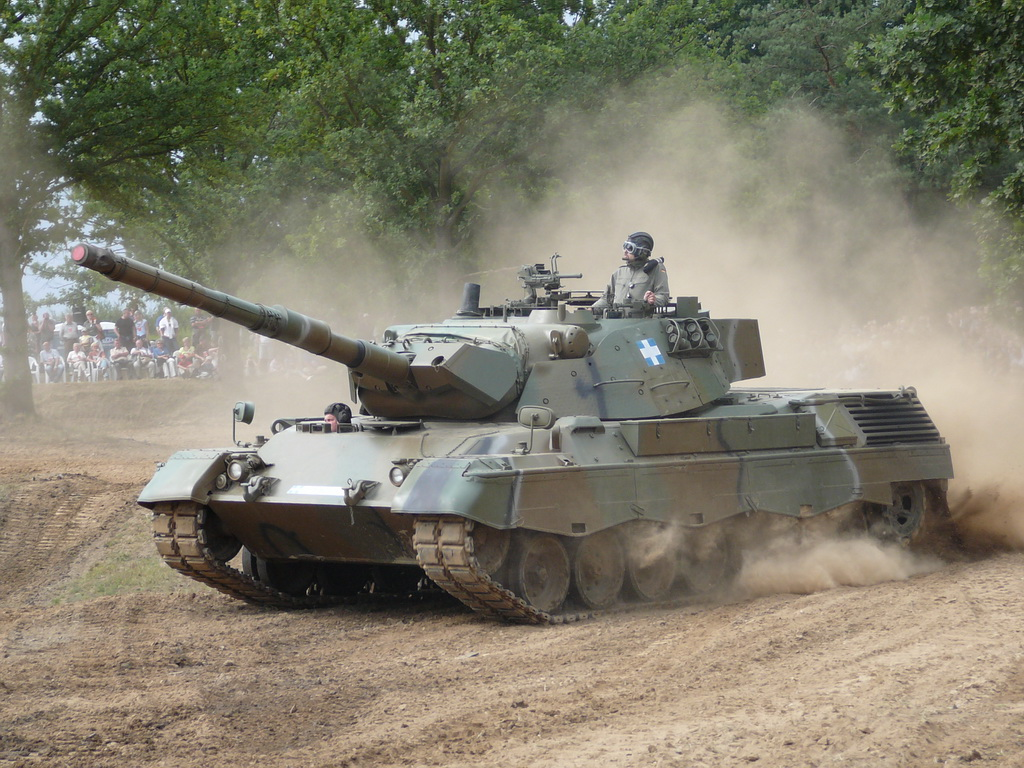
Grecki Leopard 1 V (ex-holenderski)

### Aktualni
- Belgia: Composante terre – 334 sztuki Leopard 1 BE (od roku 1968)[12]. Część z nich w roku 1997 sprzedana Brazylii (128 sztuk)[17]. W służbie pozostawiono 132 czołgi zmodernizowane do standardu A5[18].
- Włochy: Esercito Italiano – w latach 70. XX wieku zamówiono 200 czołgów Leopard 1 (dostarczane włoskiej armii w latach 1971-72), a także 720 sztuk wykonanych na licencji przez firmę OTO Melara[12]. W latach 90. XX wieku część włoskich Leopardów zmodernizowano do standardu oznaczonego jako Leopard 1 A5 IT[18]. W roku 2012 podano informację, że 120 czołgów w tym standardzie przechowywane jest jako rezerwa mobilizacyjna[19].
- Kanada: Canadian Army – w roku 1978 zakupiono 127 czołgów Leopard 1 C. W roku 2000 114 czołgów gruntownie przebudowano i oznaczono jako Leopard C2, resztę wycofano[13].
- Turcja: Türk Silahlı Kuvvetleri – w latach 1982-83 dostarczono 77 sztuk Leopardów 1 T1[2], a w późniejszym okresie, także czołgi Leopard 1 A4 (150 sztuk) i Leopard 1 A5 (80 sztuk)[12][18]. W roku 2009 turecka armia używała 337 sztuk różnych wersji Leopardów 1[20].
- Grecja: Grecja zakupiła 106 Leopardów 1 A3 (dostarczone w latach 1983-84). W roku 1988 w ramach pomocy wojskowej otrzymano 75 czołgi Leopard 1 A5, a w latach 90. XX wieku 170 ex-holenderskich Leopardów 1 V[12][18].
- Brazylia: W latach 90. XX wieku od Belgii kupiono 128 Leopardów 1 BE. W roku 2009 kupiono, także 220 ex-niemieckich czołgów Leopard 1 A5, które wyremontowano i dostosowano do brazylijskich wymogów[17][21].
- Ekwador: 30 Leopardów 1 V  kupionych od Chile w roku 2009[22].
- Ukraina: w lipcu 2023 roku na Ukrainę dotarło pierwsze 10 czołgów Leopard 1 A5. Czołgi te pochodzą z zadeklarowanej puli 130 wozów finansowanej przez Niemcy, Danię i Holandię. Późniejsze dostawy prawdopodobnie obejmą również wozy w innych wersjach tj. A5DK, A4 oraz A3[23].

### Byli
- Niemcy: Bundeswehra – używane w latach 1965–2003[17].
- Norwegia: Królewska Armia Norweska – w roku 1968 zamówiono 78 czołgów Leopard, które dostarczono od stycznia do lipca 1971 roku[2]. W późniejszym czasie z Niemiec sprowadzono jeszcze 92 sztuki, a następnie norweskie czołgi zmodernizowano do wersji A5[12]. Leopardy wycofano w roku 2008[24].
- Holandia: Koninklijke Landmacht – w latach 1969-72 do Holandii dostarczono 468 Leopardy 1 NL, które w późniejszym czasie zmodernizowano (Leopard 1 V)[12]. Holenderska armia wycofała swoje czołgi Leopard 1 w roku 1995. Część z nich w latach 90. XX wieku sprzedano do Chile (202 czołgi)[25] oraz przekazano bezpłatnie Grecji (170 sztuk)[18].
- Australia: Australian Army – w latach 1976–1978 dostarczono 103 czołgi Leopard 1 AS[18]. Wycofano je w roku 2007[26].
- Dania: Hæren – w latach 1976–1978 dostarczono Danii 120 czołgów Leopard 1 A3. W późniejszym czasie pozyskano także 110 ex-niemieckich Leopardów 1 A3 oraz przebudowano część czołgów do standardu A5[18]. Zastąpione przez Leopardy 2 A4[27].
- Chile: Ejército de Chile – w latach 90. XX wieku zakupiono od Holandii 202 Leopardy 1 V. W roku 2012 zastąpiono je Leopardami 2A5 N6[25].